# Cantó de Nancy-Nord
El cantó de Nancy-Nord és un cantó francès del departament de Meurthe i Mosel·la, situat al districte de Nancy. Compta amb part del municipi de Nancy.

## Municipis
Comprèn part del municipi de Nancy, concretament els barris de:
- Boudonville
- Scarponne
- Libération
- Saint-Fiacre
- Trois-Maisons
- Crosnes-Vayringe
- Gentilly
- Haut-du-Lièvre
- Léopold
- Vieille-ville

## Història
| Data d'elecció                           | Identitat          | Partit                     | Qualitat |
| ---------------------------------------- | ------------------ | -------------------------- | -------- |
| 1945-1949                                | M. de Lambilly     | PRL                        |          |
| 1949-1961                                | M. Linard          | RPF                        |          |
| 1961-1973                                | Pierre Deiber      | UNR, després UDR           |          |
| 1973-1998                                | Claude Huriet      | Divers droite, després UDF |          |
| 1998-2004                                | Jean-Yves Le Déaut | PS                         |          |
| 2004-                                    | Mathieu Klein      | PS                         |          |
| les dades anteriors no són pas conegudes |                    |                            |          |
|                                          |                    |                            |          |